# DN7CC
De DN7CC (Centura Călimănești of Ringweg Călimănești) is een geplande weg in Roemenië. Hij zal de ringweg van Călimănești vormen. De weg zal 8 kilometer lang worden.